# Schauenstein (Pölla)
Zřícenina hradu Schauenstein stojí u městysu Pölla v okrese Zwettl ve Waldviertelu (Lesní čtvrti) v rakouské spolkové zemi Dolní Rakousy. Polohou v nadmořské výšce 460 metrů patří do typu „výšinných hradů“.

## Historie
Poprvé v dokumentu z roku 1175 je zmíněný jistý "Poppo von Schauenstein". Pozdějšími vlastníky byli mezi jinými také Kuenringové a „Sonnbergerové“. V roce 1467 hrad od Ulricha von Grafenegg převzal Matyáš Korvín (1443-1490). Potom došlo k dobytí hradu císařskými vojsky Fridricha III. (1415-1493).
V 16. století došlo k nové přestavbě hradu. V roce 1622 hrad získal svobodný pán von Kuefstein (1582-1656) a připojil území hradu k panství Greillenstein. Roku 1645 v třicetileté válce se hradu zmocnili Švédové, hrad zničili a již nebyl obnovený. Teprve v posledním desetiletí byly provedeny zabezpečovací práce.
Zachovány jsou pětistranné strážní věže ze 13. století a velký sál, odkud je krásný výhled do údolí řeky Kamp. Poblíž zříceniny hradu Schauenstein se nachází také zřícenina hradu Rundersburg, od 13. století opuštěného.